# Clairefontaine-en-Yvelines
Clairefontaine-en-Yvelines ist eine französische Gemeinde mit 851 Einwohnern (Stand 1. Januar 2022) im Département Yvelines in der Region Île-de-France. Sie gehört zum Arrondissement Rambouillet und zum Kanton Rambouillet.
Die Gemeinde gehört zum Regionalen Naturpark Haute Vallée de Chevreuse.

## Sport
Der Ort ist überregional vor allem für das INF Clairefontaine bekannt, das Leistungszentrum des Französischen Fußballverbandes (FFF). Die Lokalität wurde auch von diversen Nationalmannschaften zur Austragung von Länderspielen genutzt.